# 아주에너지
아주에너지는 아주그룹에서 계열분리한 아주L&F계열의 에너지사업을 전담하는 계열사이다. 2007년 8월에 설립되었으며, 주된 사업분야는 태양광발전소 건설 및 운영으로 시작하였으나, 에너지사업 전반을 사업영역으로 하고 있다.